# 参宮急行電鉄デト2100形電車
参宮急行電鉄デト2100形電車（さんぐうきゅうこうでんてつデト2100がたでんしゃ）は参宮急行電鉄が製造した無蓋電動貨車の1形式である。

## 概要
1930年（昭和5年）3月に神戸の川崎車輛兵庫工場でデト2100 - 2103の4両が製造された。

## 車体
全長17,100mm、最大幅2,500mm、車体長16,300mm、車体幅2,380mm、と設計当時の私鉄向け無蓋電動貨車としては長大な車体を備える。
その一端に丸屋根、もう一端に浅い切妻屋根のリベット組み立て鋼製乗務員室をそれぞれ設け、いずれも3枚の窓を設けた非貫通構造の妻面を備える。前照灯は丸屋根側は妻面幕板中央に灯具を取り付け、切妻屋根側は屋根の上辺が灯具の中心と重なる位置関係で、やはり妻面幕板中央に前照灯灯具を取り付けている。
なお、妻面の下部には鋳鋼製のアンチクライマーを設置している。
両端の乗務員室の間はすべて無蓋の平坦な荷台（最大荷重20t）となっており、背の低い木製のあおり戸を設置している。なお、荷台部の垂下防止対策として車体の両側面床下にトラス棒を取り付け、中心部のターンバックルを回転させることで車体の反りを矯正可能としている。
また、荷台の丸屋根乗務員室寄りには独立したパンタグラフ台が、台車心皿中心とパンタグラフの中心が一致するように設置されている。

## 主要機器
同時期設計の区間運転用旅客車であるデニ2000形との共通点が多い。

### 主電動機
直流直巻整流子式電動機である東洋電機製造TDK-542-Aを各台車に2基ずつ搭載する。
駆動方式は吊り掛け式で、歯数比は3.15、これによる定格速度は47.5km/hである。

### 主制御器
デニ2000形と同じく、日立製作所PR200を搭載する。

### ブレーキ
直通ブレーキ動作が可能なM三動弁によるM自動空気ブレーキ（AMMブレーキ）と手ブレーキ装置を搭載する。

### 台車
住友製鋼所KS-33L鋳鋼組立釣り合い梁式台車を装着する。軸距は2,450mmである。

## 運用
新造以来、親会社にして乗り入れ先である大阪電気軌道の高安車庫に配置され、参宮急行電鉄では唯一の電動貨車形式として重用されたが、有蓋貨車の必要性が生じたことから、1931年8月にデト2102が、1933年4月にデト2103が、それぞれ有蓋貨車に改造され、デワ2800形2800・2801となった。
この改造に際しては、荷台部に柱を立て、鋼板を張って側板とし、屋根を延長して両端とも丸屋根構造とした上で、側面には1,500mm幅の片開扉を2カ所ずつ設置し、換気用として屋根にはガーランド式通風器を左右3カ所ずつ計6カ所に設置し、また側板の腰部にも通風器をそれぞれ4カ所ずつ設置している。
この改造に際し、デワ2800は立てた柱の外側に一体の外板を取り付ける通常の構造を採用し、側面の片開扉は外吊り式としたのに対し、デワ2801では柱と柱の間に細長い板材を上下2段に貼り付けて片開扉は戸袋を持つ通常構造とし、側面には柱がリブ状に露出するという独特の外観となっている。
その後、1941年の参宮急行電鉄の大阪電気軌道との合併とこれに伴う関西急行鉄道への改組の際に、合併で発生した車両形式番号の重複を解消すべく形式称号の整理が実施され、本形式は以下の通り改番された。
- デト2100・2101→モト2700形2700・2701
- デワ2800・2801→モワ2800形2800・2801

戦後はこの状態でしばらく推移したが、1963年8月20日の形式称号改正で0起番のナンバリングを廃止して1起番に変更した際には、改番を行う車両数を最小に抑えるために以下のような改番が実施された。このため、この改番以降は2形式共に車両番号の順序が以前と反転している。
- モト2700→モト2702
- モワ2800→モワ2802

更に、大阪線向け新造車の投入に伴う形式整理で1970年3月2日に電動貨車各形式の2桁形式への改番が実施され、本形式についても以下の通り改番が実施された。
- モト2701・2702→モト90形91・92
- モワ2801・2802→モワ80形81・82

その間、ブレーキ弁のA動作弁への交換によるA自動空気ブレーキ（AMAブレーキ）への改造や制御器の電動カム軸式自動加速制御器への交換、あおり戸の鋼板化などが実施されている。
こうして1970年代後半まで特に大きな改造もないままに運用された本形式であるが、老朽化の進展によりまず1976年3月29日にモワ81・82が廃車となり、続いて1981年3月19日にモト91・92が廃車となった。
いずれも解体処分に付されており、現存しない。